# Sassofeltrio
Sassofeltrio ist eine italienische Gemeinde mit 1366 Einwohnern (Stand 31. Dezember 2023) in der Provinz Rimini in der Region Emilia-Romagna, etwa 20 km südlich von Rimini und etwa 30 km westlich von Pesaro. Sassofeltrio bedeckt eine Fläche von 20,9 km².
Bis zum 16. Juni 2021 gehörte Sassofeltrio zur Provinz Pesaro und Urbino in der Region Marken und wechselte dann zusammen mit Montecopiolo Provinz und Region.
Sassofeltrio grenzt an San Marino (Chiesanuova, Faetano, Fiorentino, Montegiardino) und die italienischen Gemeinden Gemmano, Mercatino Conca (PU), Monte Grimano (PU), Montescudo-Monte Colombo, San Leo und Verucchio.

## Einzelnachweise

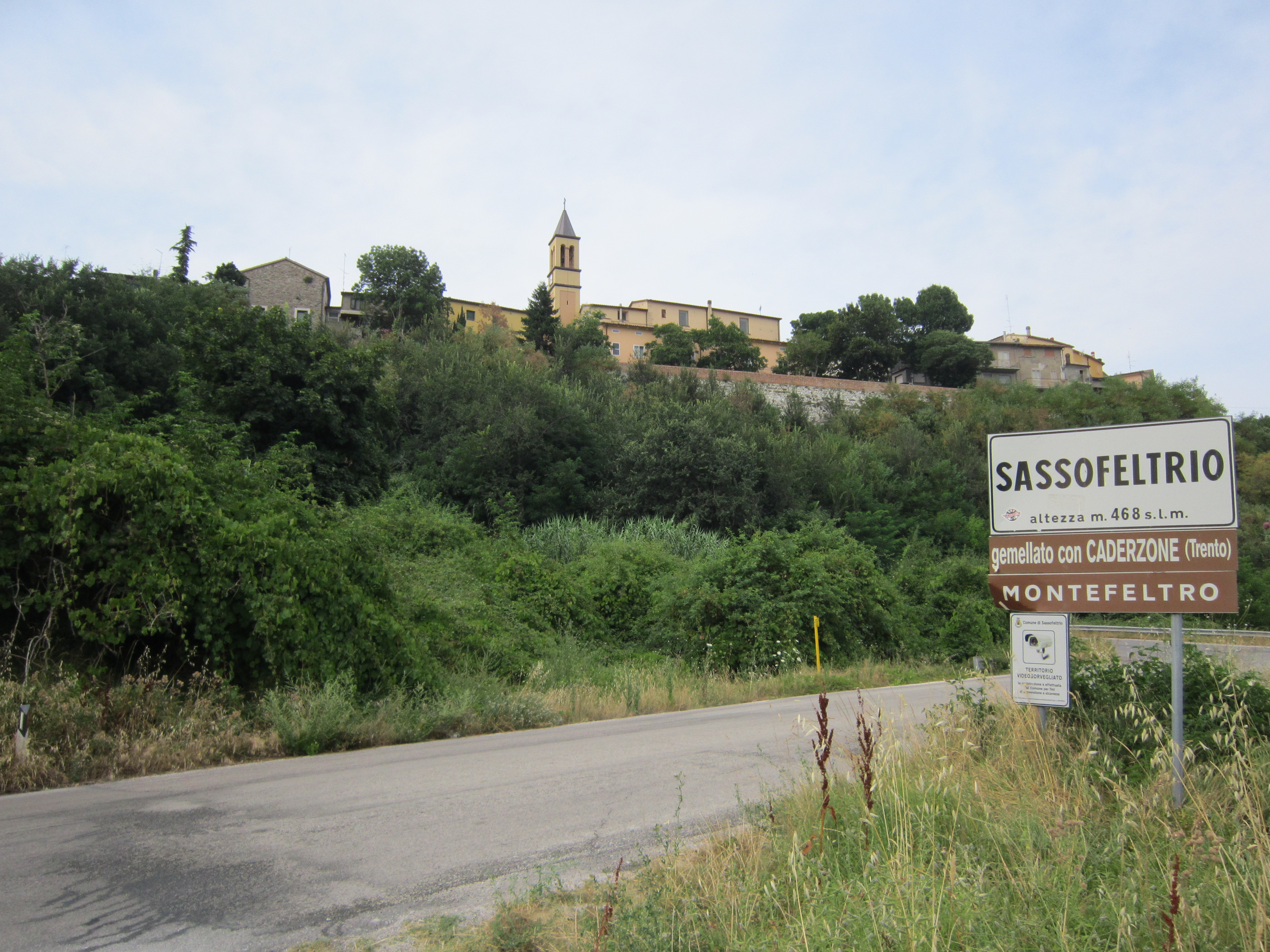
Sassofeltrio